# Betula humilis
Bouleau peu élevé
Espèce
Classification phylogénétique
Betula humilis (« Bouleau peu élevé ») est une espèce d'arbustes de la famille des Betulaceae. Il croît dans les forêts marécageuses.